# Boticas
Boticas est une municipalité (en portugais : concelho ou município) du Portugal, située dans le district de Vila Real et la région Nord.

## Géographie
Boticas est limitrophe :
- à l'ouest et au nord-ouest, de Montalegre,
- à l'est, de Chaves,
- au sud-est, de Vila Pouca de Aguiar,
- au sud, de Ribeira de Pena,
- au sud-ouest, de Cabeceiras de Basto.

## Histoire
La municipalité a été créée en 1836 par démembrement partiel de la municipalité de Montalegre.

## Démographie
| 1801 | 1849   | 1900   | 1930   | 1960   | 1981  | 1991  | 2001  | 2004  |
| ---- | ------ | ------ | ------ | ------ | ----- | ----- | ----- | ----- |
| -    | 10 226 | 10 982 | 11 154 | 14 481 | 8 773 | 7 936 | 6 417 | 6 116 |

| 2011  | - | - | - | - | - | - | - | - |
| ----- | - | - | - | - | - | - | - | - |
| 5 750 | - | - | - | - | - | - | - | - |

## Subdivisions
La municipalité de Boticas groupe 16 paroisses (freguesia, en portugais) :
- Alturas do Barroso
- Ardãos
- Beça
- Bobadela
- Boticas
- Cerdedo
- Codessoso
- Covas do Barroso
- Curros
- Dornelas
- Fiães do Tâmega
- Granja
- Pinho
- São Salvador de Viveiro
- Sapiãos
- Vilar

## Jumelage
La commune a développé une association de jumelage avec :
 Gond-Pontouvre (France)